# دختر رامن
دختر رامن (به‌انگلیسی: The Ramen Girl) یک فیلم سینمایی آمریکایی-ژاپنی به کارگردانی رابرت آلن آکرمن در ژانر کمدی-درام و عاشقانه محصول سال ۲۰۰۸ با بازی بریتانی مورفی در مورد دختری است که به ژاپن می‌رود و تصمیم می‌گیرد طرز طبخ رامن را در ژاپن بیاموزد. مورفی در تهیه کنندگی این فیلم نیز فعالیت داشت.

## داستان
زنی آمریکایی پس از بهم زدن با دوست پسر خود در توکیو سرگردان می‌شود. او که به دنبال هدفی در زندگی‌اش است، زیر نظر استادی زورگو آموزش آشپزی می‌بیند و…

## بازیگران
- بریتانی مورفی در نقش ابی، شخصیت اصلی
- توشی‌یوکی نیشیدا در نقش سرآشپز رامن
- سهی پارک در نقش توشی ایواموتو، دوست ابی
- دانیل ایوانز در نقش چارلی، دوست انگلیسی ابی
- تمی بلانچارد در نقش گرتچن، دوست 'جنوبی' ابی
- کیمیکو یو در نقش ریکو، همسر معزومی
- تسوتومو کامازاکی به عنوان استاد بزرگ
- رنجی ایشیباشی در نقش اوداگاوا
- گابریل مان در نقش ایتان، دوست پسر ابی و بعداً دوست پسر سابق
- ماسایوشی هاندا در نقش یوکی[۳]